# Alarmumsetzer
Ein Alarmumsetzer dient dazu, in funktechnisch schlechtversorgten Gebieten (Funkloch) die Alarmierung der Angehörigen der nichtpolizeilichen Behörden und Organisationen mit Sicherheitsaufgaben (Feuerwehr, THW, Rettungsdienst) sicherzustellen.
Die Leitstelle löst die Funkmeldeempfänger (FME) der Einsatzkräfte aus, der Alarmumsetzer empfängt die 5-Ton-Folge und sendet sie zeitversetzt im Gemeindegebiet erneut aus. Somit wird gewährleistet, dass die Einsatzkräfte, die sich in einem schlechtversorgten Funkbereich aufhalten, vom Alarm Kenntnis erhalten.
Alarmumsetzer zur Alarmierung digitaler Empfänger heißen Digitale Alarmumsetzer.